# Липовецька Берта Давидівна
Берта Давидівна Липове́цька (11 квітня 1903, Одеса — дата смерті невідома) — український радянський мистецтвознавець; член Спілки радянських художників України з 1945 року.

## Біографія
Народилася 29 березня [11 квітня] 1903 року в місті Одесі (нині Україна). Протягом 1922—1925 років навчалася в Одеському політехнікумі образотворчих мистецтв у Юлія Бершадського, Теофіла Фраєрмана; 1926 року закінчила Одеський інститут народної освіти.
Після здобуття фахової освіти учителювала; у 1928—1931 роках викладала історію мистецтв на художніх курсах Одеського відділу образотворчих мистецтв та одночасно завідувала центральною бібліотекою спілки «Металіст»; у 1931—1934 роках викладала у Луганському художньому училищі та одночасно 1931—1934 роках у театральному робітфаку.
У 1934—1936 роках — науковий співробітник Київського музею західного та східного мистецтва; у 1936—1941 роках — завідувач наукової бібліотеки та керівник бібліографічного сектору Інституту української літератури Академії наук УРСР; у 1941—1943 роках — завідувач технічного архіву Артарсеналу у місті Балашові Саратовської області.
У 1944—1952 роках — старший науковий співробітник, завідувач відділу російського мистецтва другої половини XIX століття Київського музею російського мистецтва; у 1954—1969 роках читала доповіді та лекції з питань естетичного виховання дітей. Була членом КПРС. Мешкала у Києві в будинку на проспекті Возз'єднання, № 3, квартира № 6.

## Наукова діяльність
Працювала в галузі мистецтвознавства. Авторка наукових і науково-популярних статей про творчість українських та російських художників (1936—1946); підготувала вступні статті та каталоги:
- «Виставка творів Івана Івановича Шишкіна» (1948);
- «Виставка творів Віктора Григор'єва та Кіри Полякової» (1964, у співавторстві з Лілією Пелькіною).